# Naea Michael Jackson
Naea Michael Jackson NCSS és un periodista i antic polític de Niue, que és el propietari de Niue Star .

## Carrera
A les dècades de 1970 i 1980, va ser l'impressor del govern i el fotògraf de premsa del govern de Niue. Va publicar el Tohi Tala Niue, el setmanari governamental de Niue. El 1991 va fundar una impremta privada i, l'any 1993, va llançar el setmanari Niue Star, que en aquell moment era l'únic diari imprès del país. Jackson és el propietari, editor, periodista i fotògraf de The Star.
També l'any 1993, Jackson es va presentar amb èxit a les eleccions generals al Parlament d'aquell any. Posteriorment, esdevingué ministre associat, i va seguir sent membre del Parlament fins al 2008, quan fou derrotat a les eleccions generals. Ha afirmat que no hi ha "cap conflicte d'interessos" entre el seu ofici de periodista i el seu càrrec com a membre del govern, perquè "tenim una llei per impedir que els diputats ens aprofitem dels nostres càrrecs".
És especialment més conegut a Niue que el seu homònim més famós internacionalment, fins al punt que, quan la notícia de la mort del cantant Michael Jackson va arribar a l'illa, el juliol de 2009, "la majoria dels residents del remot atol de corall (sic) van pensar que era ell que havia mort".
Als Premis Nacionals de Niue 2023 va ser guardonat amb l'Estrella del Servei Comunitari de Niue.

## Vida personal
L'avi patern de Jackson era anglès, d'aquí el seu cognom.